# MAT Macedonian Airlines
MAT Macedonian Airlines (Macedonisch: Македонски Авио Транспорт, Makedonski Avio Transport) was de nationale Macedonische luchtvaartmaatschappij met haar thuisbasis in Skopje. In mei 2009 werd een overeenkomst gesloten waarbij defacto JAT Macedonian Airlines overneemt. Inmiddels lopen de meeste vluchten ook via Belgrado.

## Geschiedenis
Macedonian Airlines is opgericht in 1994 door JAT en de Macedonische overheid.

## Vloot
De vloot van Macedonian Airlines bestaat uit: (augustus 2009)
- 1 Boeing 737-500

## Bestemmingen
Macedonian Airlines vloog op Amsterdam, Berlijn, Düsseldorf, Hamburg, Istanboel, Ohrid, Rome, Skopje, Wenen en Zürich.